# Eryngium heteracanthum
Eryngium heteracanthum là một loài thực vật có hoa trong họ Hoa tán. Loài này được Teyber mô tả khoa học đầu tiên năm 1909.